# Burghead
Burghead (schottisch-gälisch: Am Broch) ist eine kleine Stadt in Moray, im Nordosten von Grampian in Schottland. Sie liegt ungefähr zwölf Kilometer nordwestlich der Stadt Elgin und hat eine Einwohnerzahl von 1945.
Burghead liegt auf einer kleinen Halbinsel, die sich nordwestlich in den Moray Firth erstreckt. Der heutige Ort wurde zwischen 1805 und 1809 errichtet, dabei wurde über die Hälfte einer piktischen Festung überbaut. Die sehenswerte Anlage wird Burghead Fort genannt.
Bei Ausgrabungen wurden Felsplatten gefunden, in die Abbildungen von Bullen gemeißelt waren. Diese Darstellungen sind unter dem Namen Burghead Bulls bekannt und Wahrzeichen der erst sehr viel später entstandenen benachbarten Stadt.
In der Nähe von Burghead befindet sich seit 1978 die Sendeanlage Burghead für Radiofrequenzen der Lang- und Mittelwelle.

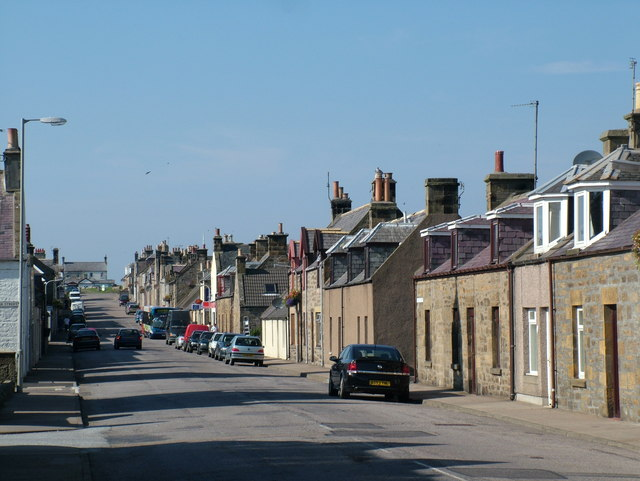
Die Hauptstraße
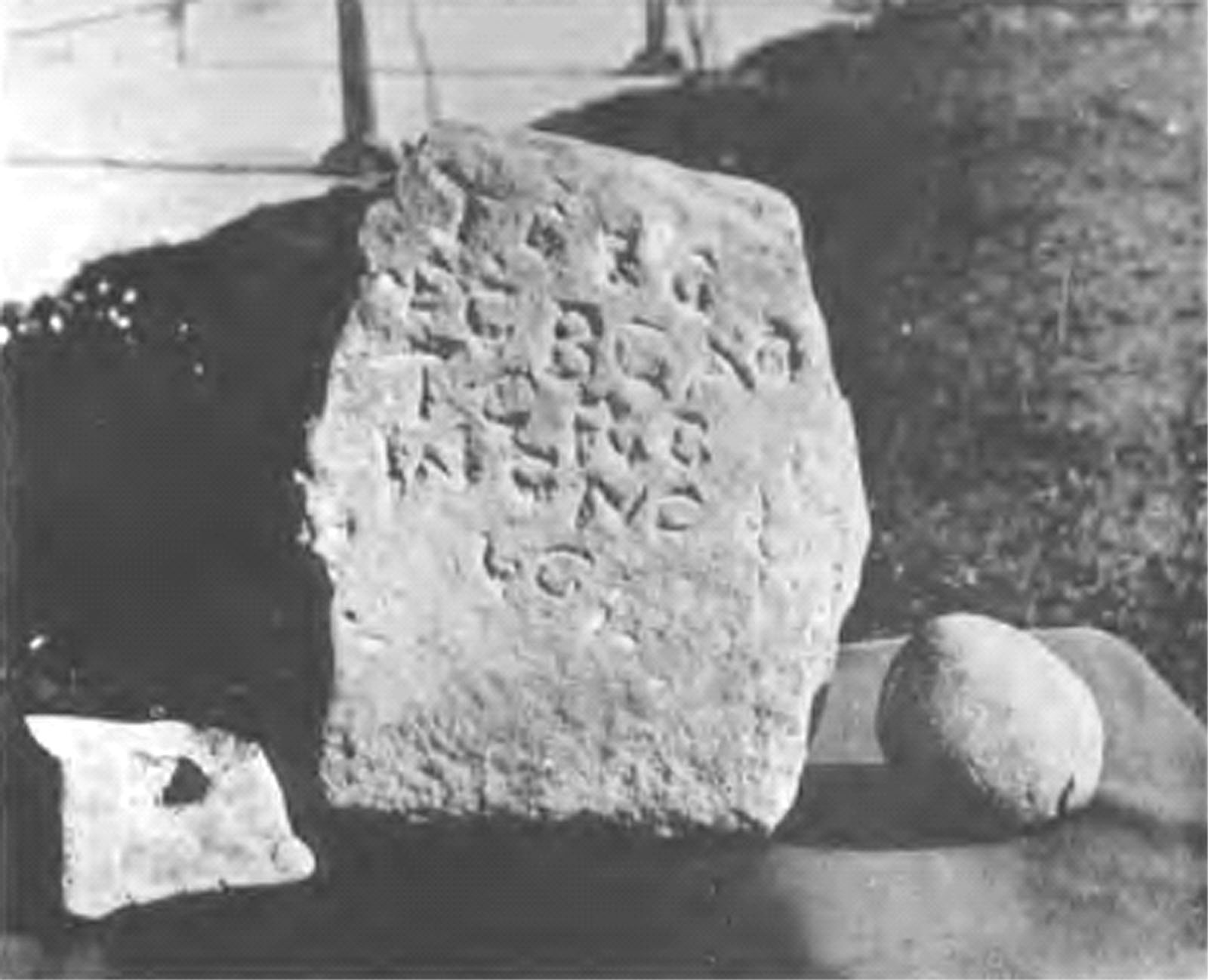
Der Inschriftstein
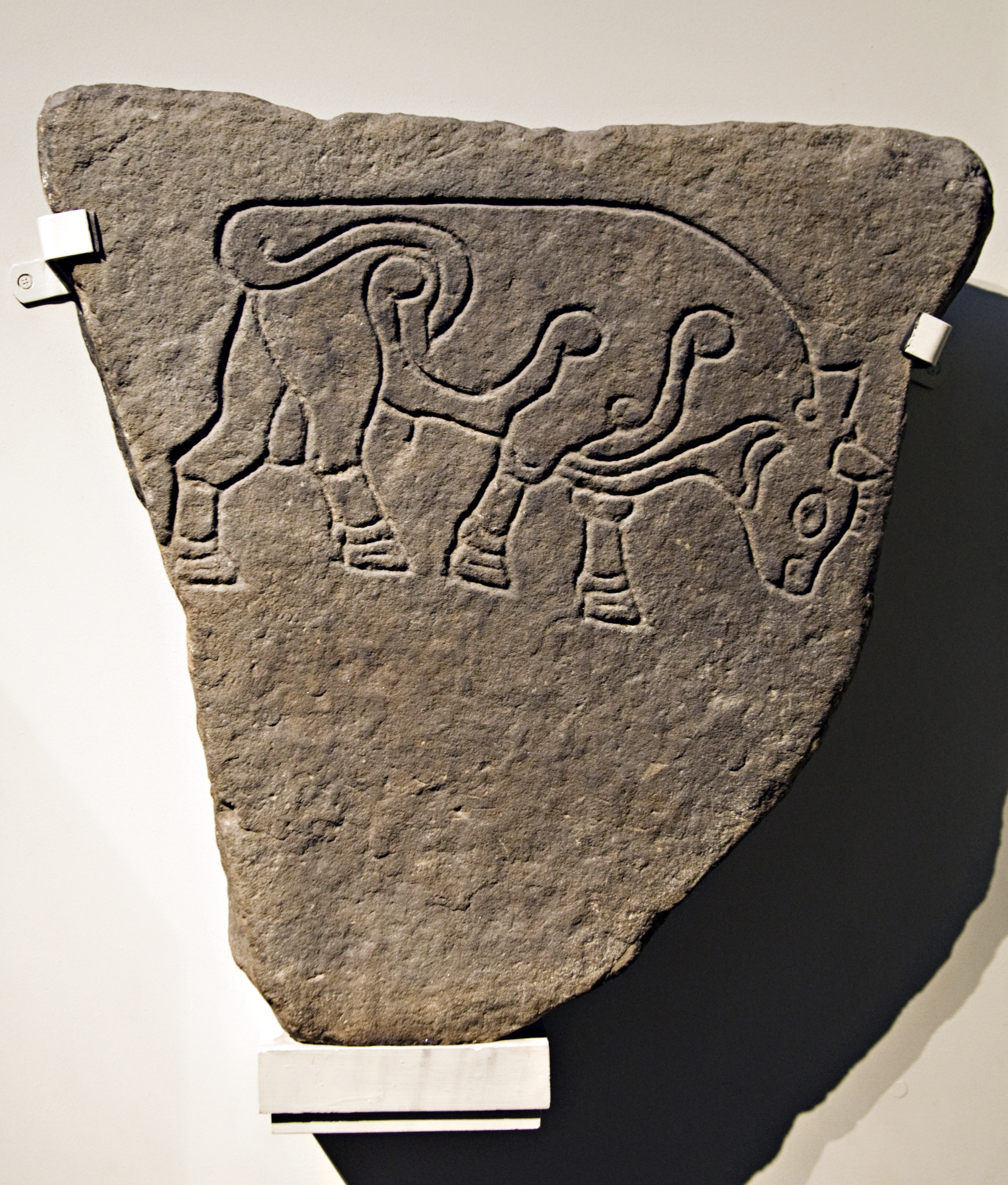
Der Burghead Bull (British Museum)